# Nightswimming
"Nightswimming" é uma canção da banda de rock alternativo estadunidense R.E.M. feita para o oitavo álbum de estúdio da banda, Automatic for the People, lançado em 1992. A música foi lançada como single em 1993 foi o quinto single lançado para este álbum. A música foi acrescentada na compilação In Time: The Best of R.E.M. 1988-2003.

## Posição nas paradas musicais
| Parada (1993)                         | Melhor posição |
| ------------------------------------- | -------------- |
| Austrália (ARIA)                      | 71             |
| Alemanha (Offizielle Deutsche Charts) | 93             |
| Nova Zelândia (Recorded Music NZ)     | 48             |
| Reino Unido (UK Singles Chart)        | 27             |

## Certificações
| Região                                         | Certificação | Vendas   |
| ---------------------------------------------- | ------------ | -------- |
| Reino Unido (BPI)                              | Prata        | 200,000^ |
| ^distribuições baseadas apenas na certificação |              |          |